# João Mário Grilo
João Mário Lourenço Bagão Grilo (* 1958 in Figueira da Foz) ist ein portugiesischer Filmregisseur und Filmkritiker.

## Werdegang
Bereits als Schüler am Gymnasium in Figueira da Foz drehte er seine ersten Super-8-Filme und besuchte seit seinem 15. Lebensjahr das jährliche internationale Filmfestival seiner Heimatstadt. Während seines anschließenden Studiums der Wirtschaftswissenschaften an der Universität Coimbra ist er in Filmklubs aktiv und leitete 1976–1977 bereits eine akademische Film-Studiengruppe. 1978 reichte er ein Projekt für einen Super-8-Spielfilm ein beim staatlichen Filmförderungsinstitut Instituto Português de Cinema (IPC, dem heutigen Instituto do Cinema e do Audiovisual) und erhielt die erste staatliche Förderung für dieses Format in Portugal. Nachdem das IPC die Qualität des Films Maria anerkannte, förderte sie im Anschluss die Formatierung des Films auf 16 mm.
Grilo brach im Anschluss sein Studium in Coimbra ab und begann ein Soziologie-Studium an der Lissabonner Hochschule ISCTE. Etwa zur gleichen Zeit wurde er Filmkritiker für die Zeitung Jornal de Letras und drehte seinen zweiten Spielfilm, A Estrangeira („Die Fremde“, 1982). Sein dritter Film, O Processo do Rei („Der Prozeß des Königs“, 1990) mit Kamera von Eduardo Serra, erhielt Lob der Kritik, besonders für seine gelungene Bildkomposition, die sich bei der historischen Handlung um die erzwungene Absetzung König Alfons VI. (1667) an den Gemälden der Zeit orientierte.
Parallel zu seinen Regie-Arbeiten erhielt Grilo auch Anerkennung für seine akademische Arbeit. Er promovierte an der Neuen Universität Lissabon mit einer Arbeit über „Die Ordnung im Film“ (veröffentlicht 1993) und ist im Rahmen seiner Lehrtätigkeit an der Hochschule besonders im interdisziplinären Forschungsbereich „Neue Medien“/„Social Media“ und der „Film-Philosopohie“ engagiert. Daneben unterhielt er jahrelang eine wöchentliche Kolumne im Magazin Visão, in dem er auch mit fundierter Kapitalismuskritik und Gesellschaftskritik an die Öffentlichkeit trat.

## Rezeption
Seine Filme liefen auf verschiedenen Festivals (u. a. Berlinale, Filmfestival Locarno, Caminhos do Cinema Português in Coimbra, Filmfestival Venedig, TIFF Toronto) und erhielten einige Preise. Sein Werk erhielt die Aufmerksamkeit der Kritik, jedoch nicht die des Publikums. Seine Filme zeichnen sich durch große Genauigkeit, Strenge und Ernst aus, und lassen publikumswirksamen Humor und Liebesgeschichten fast völlig vermissen. Unter den Cineasten ist sein Werk indes anerkannt, auch international. Bei seiner anerkannten akademischen Arbeit beschäftigt er sich ebenfalls meist mit dem Thema Film und Neue Medien. Bei aller Weiterentwicklung steht er damit direkt in der Tradition des Novo Cinema und seiner anspruchsvollen Auffassung von Film und seiner gesellschaftlichen Aufgabe abseits kommerzieller Aspekte.

## Filmografie
- 1979: Maria
- 1983: Die Fremde (A Estrangeira)
- 1990: O Processo do Rei
- 1993: Die Erde – Das Ende der Welt (O Fim do Mundo)
- 1995: Saramago: Documentos (TV), Doku.
- 1996: Os Olhos da Ásia
- 1998: Longe da Vista
- 2000: 451 Forte
- 2002: A Falha
- 2003: Prova de Contacto, Doku.
- 2008: O Tapete Voador, Doku.
- 2009: Duas Mulheres
- 2012: A Vossa Casa, Doku.
- 2016: A Vossa Terra, Doku.
- 2017: Escrita Íntima , Doku.
- 2017: Não Esquecerás, Kurzfilm
- 2020: Vieirarpad Doku.